# La vida i mort d'un activista polític

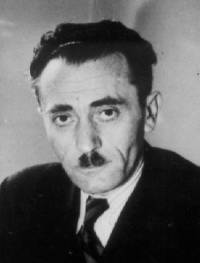
El polític jueu Szmul Zygielbojm.

La vida i mort d'un activista polític (títol original, Smierc Zygielbojma) és una pel·lícula de drama històric dirigit per Ryszard Brylski, que es va estrenar al Festival de Cinema de Gdynia el setembre de 2021. La pel·lícula explica fets reals i és una biografia cinematogràfica sobre el polític jueu Szmul Zygielbojm, que va intentar conscienciar el món de l'Holocaust suïcidant-se. S'ha doblat i subtitulat al català.